# Call of Duty (videójáték)
A Call of Duty az Infinity Ward által fejlesztett belső nézetű lövöldözős játék, amit 2003. október 29-én adott ki az Activision. A játék a hasonló című sorozat első része.

## Játékmenet
A történet a második világháború néhány csatáját követi, a játékos amerikai, brit és szovjet katonákat irányíthat. Minden küldetés több feladatból áll, az összes megoldása után a játékos tovább léphet a következő szintre. Bármikor el lehet menteni a játékot, ellentétben a későbbi Call of Duty játékokkal, ahol bizonyos pontok elérésekor a játék magától ment.
A játékos két fő fegyvert, egy pisztolyt, és akár 8 gránátot tarthat magánál. Lőszert vagy más fegyvereket halott katonáktól lehet szerezni. Bizonyos fegyvereknél lehet váltani egyes- és sorozatlövés között. A Call of Duty az első FPS-ek között volt, melyekben a játékos célozhatott fegyverével, így lehetőség nyílt pontosabb lövések leadására.
A játék a korra jellemző életpont-rendszert használja. Minden elszenvedett találattal az életpontokat jelző csík hossza csökken. Amennyiben eléri a nullát, a játékos meghal, és a legutóbbi mentéstől folytathatja a játékot. Bizonyos tárgyak (Medikitek) használatával a pontok újratölthetőek. A sorozat többi játéka nem használja ezt a rendszert.